# جیمز ژوزف هکمن
 جیمز ژوزف هکمن (به انگلیسی: James Heckman)
اقتصاددان آمریکایی است که در سال ۲۰۰۰ به پاس نوآوری در اقتصادسنجی و اقتصاد خرد همراه با دانیل مکفادین موفق به دریافت جایزه نوبل اقتصاد شد. طبق آخرین رده‌بندی مقاله‌های پژوهشی اقتصاد (ری‌پک) در ژانویۀ ۲۰۲۳، هکمن دومین اقتصاددان تاثیرگذار دنیا محسوب می‌شود. 

## سال‌های ابتدایی زندگی
هکمن در سال ۱۹۴۴ در شیکاگو به دنیا آمد. پدر او جان جیکوب هکمن و مادرش برنیس آیرین مدلی نام داشتند. وی موفق شد در سال ۱۹۶۵ لیسانس خود را در رشتۀ ریاضی از کالج کلورادو و دکترای خود را در سال ۱۹۷۱ در رشتۀ اقتصاد پس از تکمیل کردن پایان‌نامه‌اش با عنوان «سه جستار در باب عرضۀ کار و تقاضای کالاها» زیر نظر استنلی دابلیو. بلک از دانشگاه پرینستون دریافت کند.

## عملکرد آکادمیک
پیش از آنکه در سال ۱۹۷۳ به دانشگاه شیکاگو نقل مکان کند،‌ به عنوان استادیار دانشگاه کلمبیا فعالیت می‌کرد. در طی دوران فعالیتش استاد راهنمای بیش از هفتاد دانشجو از جمله راس رابرتس، جرج برهاس، استفان کمرون و کارولین هاینریش بوده است.